# Harssens
Harssens is een buurtje in de Nederlandse gemeente Het Hogeland op de grens met de gemeente Groningen. Het ligt net ten noorden van het Van Starkenborghkanaal aan een oude loop van het Selwerderdiepje.
Harssens wordt al genoemd in een register van het klooster van Werden uit omstreeks 1000. Het moet in die tijd al een eigen kerk gehad hebben. Een latere kerk heeft tot 1800 in Harssens gestaan en is toen gesloopt. Het enige dat van de kerk resteert is de luidklok, die nu in het kerkje van Adorp hangt. Al in 1594 waren beide dorpen kerkelijk samengevoegd.

## Harssensbosch
In de veertiende eeuw is er sprake van een steenhuis bij Harssens dat in de zestiende eeuw gesloopt werd. Iets ten westen van het oude steenhuis is in 1540 de borg Harssens gebouwd (53° 15′ 47″ NB, 6° 31′ 51″ OL). Deze borg is in 1742 afgebroken. Het voormalige borgterrein is nog zeer goed in het landschap te herkennen. Ter plaatse staat nu een boerderij, Harssensbosch, waarschijnlijk op de plaats van het voormalige schathuis van de borg.
De boerderij en directe omgeving zijn eigendom van het Groninger Landschap. Het terrein is deels ingericht als natuurgebied, terwijl de boerderij geschikt is voor recreatie.

## Naam
Er wordt wel gesteld dat de naam een verbastering is van Harssensborg. Dit kan echter niet waar zijn, omdat deze naam op kaarten of in documenten nooit is aangetroffen, in tegenstelling  tot Harssens en Harsschensbosch. Bovendien is de uitspraak van de 'o' in 'borg' en 'bos' niet hetzelfde (ook en zeker niet in het Gronings). Waarschijnlijk is er toch ergens een klein bos geweest of is de naam ingegeven door de volgens overlevering indrukwekkende dubbele bomenrij langs de oprijlaan. Een opvallend iets in het verder open landschap. 

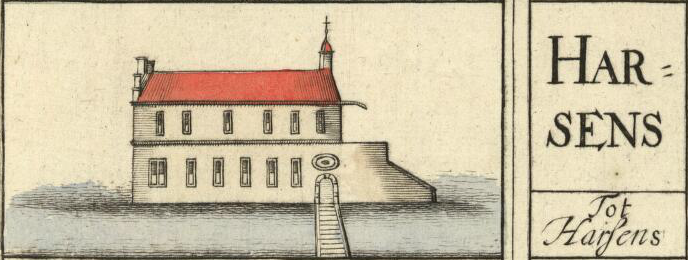
De borg op de kaart van Willem en Frederik Coenders van Helpen (1678)

Hoofdplaats: Uithuizen

Dorpen: Adorp · Den Andel · Baflo · Bedum · Eenrum · Eppenhuizen · Hornhuizen · Houwerzijl · Kantens · Kloosterburen · 't Lage van de Weg · Lauwersoog · Leens · Leenstertillen · Lutjewolde · Mensingeweer · Molenrij · Niekerk · Noordwolde · Oldenzijl · Onderdendam · Onderwierum · Oosteinde · Oosternieland · Pieterburen · Rasquert · Rodewolt · Roodeschool · Rottum · Saaxumhuizen · Sauwerd · Startenhuizen (deels) · Stitswerd · Tinallinge · Uithuizermeeden · Ulrum · Usquert · Vliedorp · Vierhuizen · Warffum · Warfhuizen · Wehe-den Hoorn · Westerdijkshorn · Westernieland · Wetsinge · Winsum · Zandeweer · Zoutkamp · Zuidwolde · Zuurdijk

Buurtschappen, gehuchten, wierden en buurten: 1e Nijhoezen · 2e Nijhoezen · 't Aagt · Abbeweer · Alinghuizen · Arwerd · Barnegaten · Bellingeweer · Bethlehem · Beusum · Bokum · Breede · Broek · Het Bultje · De Dingen · De Raken · De Vennen · Den Haver · Deikum · Doodstil · Douwen · Duisterwinkel · Eelswerd · Eemshaven · Elens · Ellerhuizen · Ernstheem · Ewer · Grijssloot · Groot Maarslag · Groot Wetsinge · De Haar · Hammeland · Den Hander · Harssens · Hefswal · Hekkum · Helwerd · Heuvelderij · Hiddingezijl · Holwinde · De Hoogte · De Horn · De Houw · 't Houweel · De Hucht · Kaakhorn · Katershorn · Kattenburg · Klei · Kleine Huisjes · Klein Garnwerd · Klein Maarslag · Klein Wetsinge · Kolham · Koningslaagte · Koningsoord · De Knijp · Kruisweg · Lutje Marne · Lutke Saaxum · Maarhuizen · (Marnehuizen) · Menkeweer · Menneweer · Midhalm · Midhuizen · Mollenhuizen · Nijenklooster · Noordpolder · Noordpolderzijl · Obergum · Oldenzijl · Oldorp · Oosterhorn · Oosterhuizen (Eenrum) · Oosterhuizen (Zuidwolde) · Oudedijk · Oudeschip · Paapstil · Panser · Plattenburg · Polen · Ranum · Reidland · Roodehaan · Schapehals · Schaphalsterzijl · Schilligeham · Schouwen · Schouwerzijl · Sint Annerhuisjes · 't Stort · De Streek · Takkebos · Ter Laan · Tijum · Valcum · Valom · Wadwerd · Walsweer · Westerhorn (De Marne) · Westerhorn (Hogeland) · Westerklooster · Westpolder · Wierhuizen · Wierum · 't Wildeveld · Willemsstreek · Zevenhuizen